# تاك سات-2
تاك سات-2 (بالإنجليزية:TacSat-2) (المعروف أيضا باسم JWS-D1 أو رود رنر)  كان قمرًا صناعيًا تجريبيًا بناها القوات الجوية الأمريكية بواسطة مختبر أبحاث سلاح الجو مع العمر التشغيلي المتوقع أن لا يتجاوز سنة واحدة كجزء من «برنامج العرض التوضيحي لتكنولوجيا المفاهيم المتقدمة».

## الغرض منه
تم تصميم سلسلة الأقمار الصناعية تاك سات من المركبات الفضائية التجريبية للسماح للقادة العسكريين في ساحة المعركة بطلب الصور وغيرها من البيانات والحصول عليها من القمر الصناعي أثناء مروره من فوق الأرض. عملية تسليم البيانات التي تم جمعها إلى القادة الميدانيين تتم في دقائق بدلاً من جمعها في ساعات أو أيام. بإمكان المستشعر الموجود في تاك سات-2 جمع صور ملونة حادة بما يكفي لتمييز الأجسام الأرضية التي يبلغ قطرها 1 متر.

## إطلاق

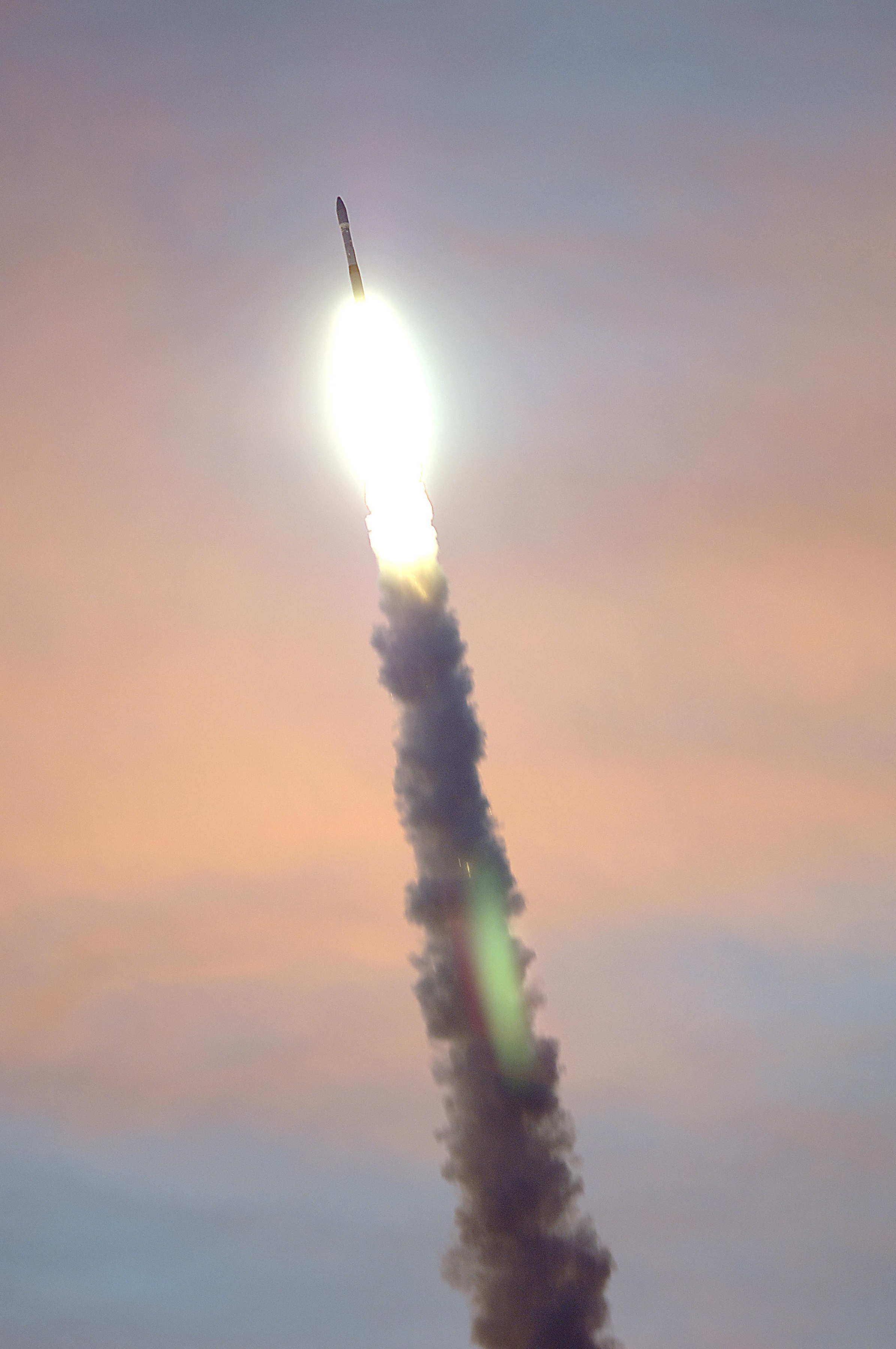
الصاروخ أثناء الإطلاق

تم إطلاق تاك سات-2 في 16 ديسمبر 2006 من ميناء الفضاء الإقليمي الأطلنطي باستخدام الصاروخ الحامل مينوتور الخاص بأوربيتال ساينسيز . ميناء الفضاء الأطلنطي الإقليمي الأوسط هو منشأة إطلاق فضاء تجارية تقع في شبه جزيرة دلمارفا على 5 ميل (8.0 كـم) غرب تشينكوتيج ، فيرجينيا .

## الأنظمة
تم التخطيط أن يتم استخدام قاذفات تجارية أو قاذفات متاحة في الإطلاق والمكونات الجاهزة إلى حد كبير في بناء الأقمار الصناعية في سلسلة تاك سات، من أجل تقليل تكاليف بناء واطلاق الأقمار الصناعية.

### منصة
تم بناء المنصة الفضائية بواسطة MicroSat Systems بـليتلتون ، كولورادو . تم التعامل مع إلكترونيات الطيران الأساسية للمركبة الفضائية بما في ذلك القيادة ومعالجة البيانات، وتحويل وتوزيع الطاقة الكهربائية، وواجهات النظام الفرعي والحمولة الصافية من خلال وحدة إلكترونيات الطيران المتكاملة (IAU) التي طورتها شركة Broad Reach Engineering.

### الكاميرا / التلسكوب

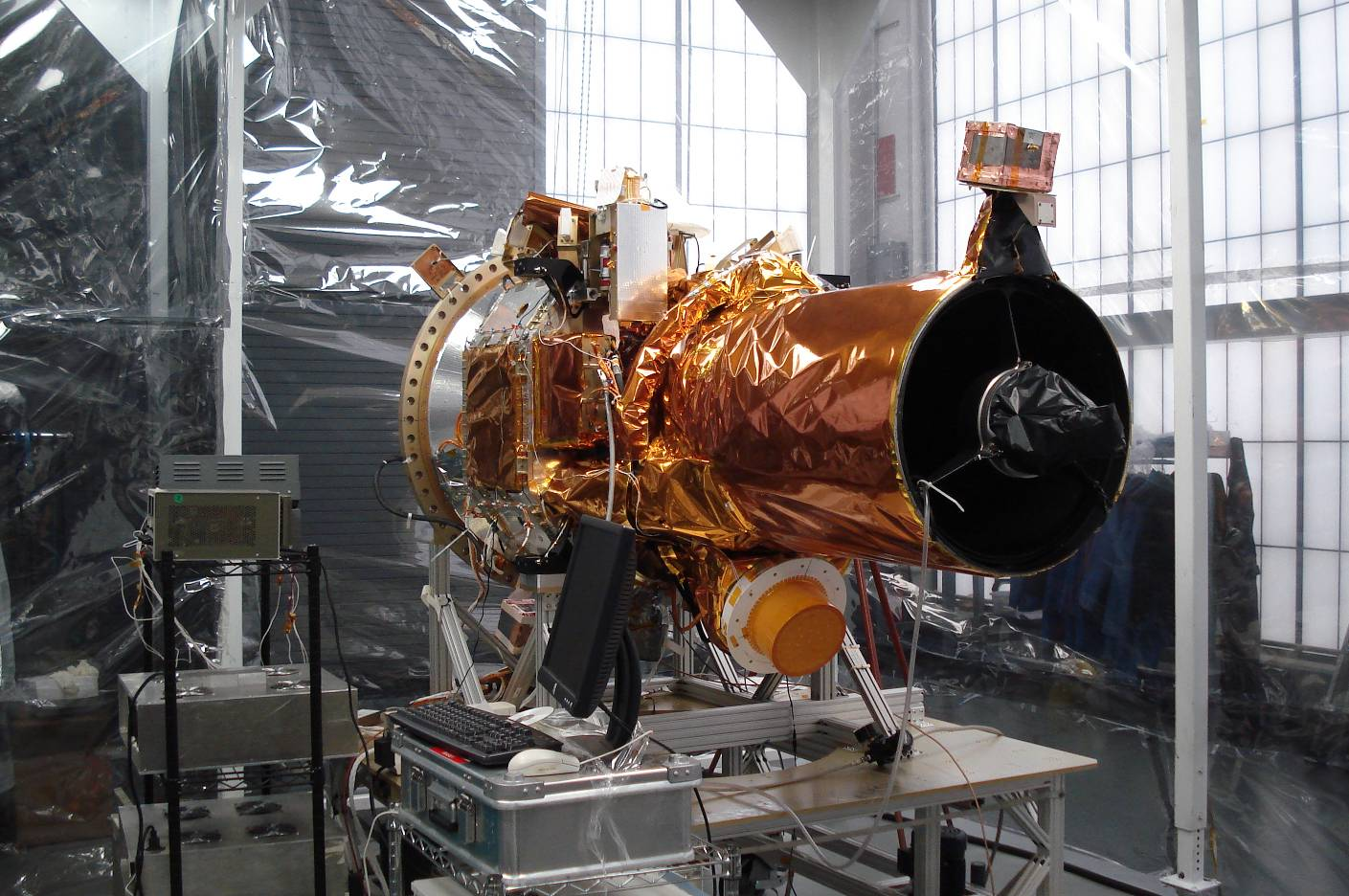
تاك سات-2 أثناء دمجه

طلب المطورون في الأصل عروض من المقاولين للحصول على كاميرا. وقد تم تسعيرها بحوالي 10 مليون دولار أمريكي. ثم اشترى الفريق تلسكوب مرصد عالي الجودة يكلف حوالي 20000 دولار، وأضاف مستشعر كاميرا (2 مليون دولار) ، مما يوفر مستشعرًا دقته الأرضية 1 م.
حمولة استخبارات الإشارات، و المسماة تجربة مؤشر الهدف، يمكنه الكشف عن بواعث موجات الراديو، ويمكن استخدامها بالتنسيق مع أجهزة استقبال على منصات أخرى مثل طائرات الدوريات البحرية P-3C التابعة للبحرية الأمريكية.
وشملت الأنظمة الأخرى:
- تجربة RoadRunner على متن الطائرة (ROPE)
- ارتباط بيانات مشترك (CDL)
- عمليات مستقلة
- قاعة تأثير هول (HET)
- مجموعة أجهزة استشعار إلكترونيات الدفع (PIE)
- البوصلة النجمية بالقصور الذاتي (ISC)
- جهاز إرسال واستقبال منخفض الطاقة (LPT)
- جهاز استقبال GPS المضمن (IGOR) [4]
- مطياف كتلة الكثافة الجوية (ADMS)
- مصفوفة شمسية تجريبية
- نظام عزل الاهتزازات المصغر (MVIS)

## مدار
يبلغ ارتفاع المدار الدائري القريب 410   كيلومتر عند ميل 40 درجة إلى خط الاستواء . تدهورت تاك سات-2 في 5 فبراير 2011.

## المطورين
بالإضافة إلى مختبر أبحاث القوات الجوية (AFRL) ، شملت المنظمات المشاركة الأخرى:
- برنامج DOD لاختبار الفضاء (جناح تطوير الفضاء واختباره في مركز أنظمة الفضاء والصواريخ) ،
- مختبر البحوث البحرية ،
- مكتب برنامج فضاء الجيش،
- القيادة الفضائية للقوات الجوية،
- مركز حرب الفضاء،
- ناسا ،
- مختبر الدفع النفاث (JPL) ،
- بوسيك